# Aermacchi Ala Azzurra-serie

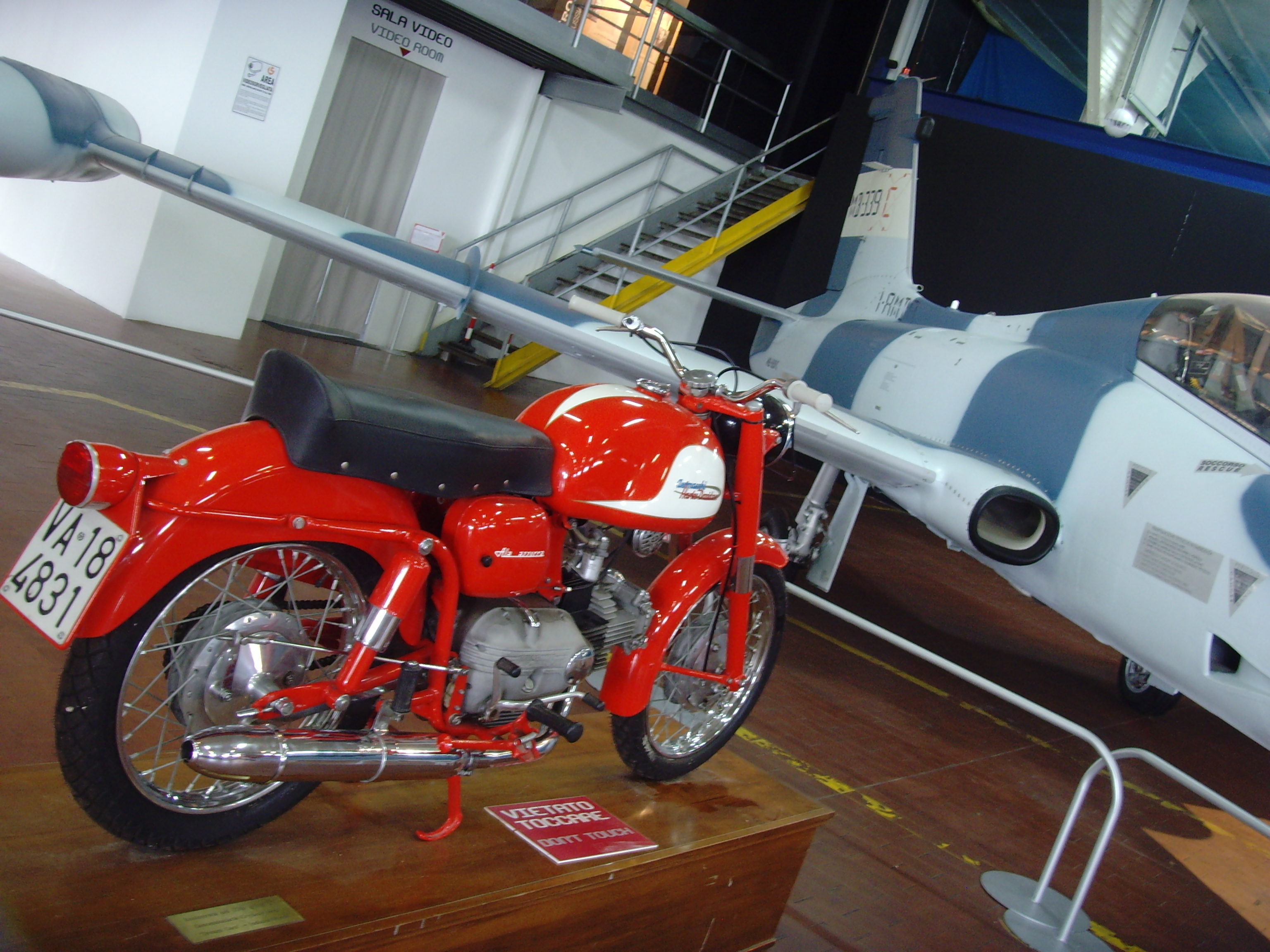
Aermacchi Ala Azzurra

De Aermacchi Ala Azzurra 250-serie was een kleine serie motorfietsen die werd geproduceerd door het Italiaanse merk Aermacchi. 

## Voorgeschiedenis
Vliegtuigbouwer Aeronautica Macchi ging in de jaren vijftig eerst scooters en later ook motorfietsen maken. Het eerste motorfietsmodel, de Aermacchi Corsaro 150, was in 1955 geen succes gebleken en dat gebeurde ook met de zeer ruim van plaatwerk voorziene Chimera 175. Daarom besloot men in 1957 een aantal nieuwe modellen uit te brengen. Naast de 250 cc versie van de Chimera ook drie typen zonder plaatwerk: de Ala Bianca 175, de Ala Rossa 175 en in 1959 de Ala Azzurra 250 en de Ala Verde 250.

## Ala Azzurra 250
De Ala Azzurra was het toeristische zustermodel van de meer sportieve Ala Verde. De compressieverhouding was erg laag en het vermogen daardoor ook tamelijk beperkt. Net als de Chimera had de Ala Azzurra een luchtgekoelde eencilinder kopklepmotor met stoterstangen. De cilinder lag vrijwel plat onder een hoek van 165°.  Aan het linker uiteinde van de krukas zat een meervoudige natte platenkoppeling en van daaruit werd de versnellingsbak door tandwielen aangedreven. Deze had aanvankelijk vier versnellingen die door een hak-teen schakeling aan de rechterkant werden geschakeld. Er was een 22 mm Dell'Orto carburateur gemonteerd en de benzinetank bevatte 17 liter. De machine had een ruggengraatframe met een centrale buis en aan de voorkant was een Upside Down-voorvork gemonteerd. Achter zat een normale swingarm met twee veer/demperelementen. Het achterframe was helemaal veranderd met twee oplopende delen vanaf de onderkant van de versnellingsbak naar de bovenste ophangpunten van de schokdempers.

## Ala Azzura 250 Regolarità
Van de Ala Azzura verscheen ook een enduroversie, de Regolarità. Die leverde 14 pk en had een 18 liter tank. De machine had uiteraard verlengde veerwegen en noppenbanden.

## Technische gegevens
| Aermacchi              | Ala Azzurra 250                   | Ala Azzura 250 Regolarità         |
| ---------------------- | --------------------------------- | --------------------------------- |
| Periode                | 1959-1967                         | 1959-1967                         |
| Categorie              | toermotor                         | enduromotor                       |
| Motortype              | viertakt OHV                      | viertakt OHV                      |
| Bouwwijze              | liggende (165°) eencilinder       | liggende (165°) eencilinder       |
| boring                 | 66 mm                             | 66 mm                             |
| slag                   | 72 mm                             | 72 mm                             |
| Cilinderinhoud         | 246,3 cc                          | 246,3 cc                          |
| Carburateur            | Dell'Orto UB22 BS2                | onbekend                          |
| Smeersysteem           | wet sump systeem                  | wet sump systeem                  |
| Compressieverhouding   | 6:1                               | 7:1                               |
| Max. Vermogen          | 7,6 kW/10,35 pk bij 5.000 tpm     | 10,3 kW/14 pk bij 6.200 tpm       |
| Topsnelheid            | 125 km/h                          | onbekend                          |
| Primaire aandrijving   | tandwielen                        | tandwielen                        |
| koppeling              | meervoudige natte platenkoppeling | meervoudige natte platenkoppeling |
| versnellingen          | 4                                 | 4                                 |
| Secundaire aandrijving | ketting                           | ketting                           |
| Rijwielgedeelte        | ruggengraatframe                  | ruggengraatframe                  |
| Voorvork               | Upside Down-voorvork              | Upside Down-voorvork              |
| Achtervork             | swingarm                          | swingarm                          |
| Remmen                 | trommelremmen                     | trommelremmen                     |
| Tankinhoud             | 17 liter                          | 18 liter                          |
| Droog gewicht          | 112 kg                            | 115 kg                            |